# モグラ (スパイ)
モグラ（Mole）はスパイ用語で、機密情報を入手する以前に採用され、その後、目標とする組織に入り込むことができた長期間の潜伏が必要となるスパイ（諜報員）のことである。「ペネトレーションエージェント」、「ディープカバーエージェント」、「スリーパーエージェント」とも呼ばれることもある。「モグラ」は、一般的には、政府や民間の組織内の長期的な密偵や情報提供者を意味する言葉として使われている。警察では、ある組織の活動に関する証拠を集め、最終的にその組織のメンバーを告発するために、その組織に参加するおとり捜査官のことを「モグラ」と呼んでいることもある。
この用語は、英国のスパイ小説家ジョン・ル・カレが1974年に発表した小説『ティンカー、テイラー、ソルジャー、スパイ』で「Mole」という用語で紹介して以来、普及して一般的に使われるようになった。日本語訳は翌1975年に刊行され、その際は「もぐら」とひらがなで訳された。その起源や、一般化する前に諜報機関でどの程度使われていたかは不明である。イギリスの元諜報員であるル・カレは、モグラという言葉は実際にはソ連の諜報機関KGBが使っていたものであり、欧米の諜報機関で使われていた対応する言葉はスリーパーエージェントであったと述べている。モグラという言葉は、1626年にフランシス・ベーコン卿が書いた『ヘンリー7世の治世の歴史』という本の中でスパイに対して使われていたが、ル・カレは、その本からこの言葉を得たわけではないと語っている。

## 概要
モグラは、人生の早い段階で採用され、数十年かけて政府の仕事に就き、秘密情報にアクセスできる立場になってから、スパイとして活動することがある。1930年代にケンブリッジ大学の共産主義者の学生としてKGBに採用され、後に英国政府のさまざまな部署で高い地位に就いた5人の上流階級の英国人男性、ケンブリッジ・ファイヴが、モグラの最も有名な例である。一方、CIA防諜部長のオルドリッチ・エイムズや、KGBのためにアメリカ政府をスパイしたFBI捜査官のロバート・ハンセンなど、スパイ活動を行う者の多くは、対象となる組織のメンバーとしての地位を確立した後に、スパイとして勧誘されたり、情報を提供したりしている。
モグラの採用ははるか以前に行われた事であるため、当該国の治安当局や捜査当局が発見するのは難しい。政治家、企業経営者、政府閣僚、情報機関の役員などのトップが外国政府のために働くモグラである可能性は、防諜機関にとって最悪の悪夢である。例えば、1954年から1975年までCIAの防諜部長を務めたジェームズ・アングルトンは、欧米諸国の政府上層部には長期間潜伏中の共産主義者のエージェントがいるという疑念に取りつかれ、1975年に解任されるまで、ヘンリー・キッシンジャー元米国務長官、レスター・ピアソン元カナダ首相、ピエール・トルドー元カナダ首相、ハロルド・ウィルソン元英国首相など多くの政治家や多くの国会議員を告発したと言われている。このように、アメリカにおいて普通の生活の中で著名な地位にスパイがいることを恐れて、マッカーシズムのような過剰反応が起きた。
モグラは、数多くのスパイ映画、テレビ番組、小説などに登場する。

## 使用理由
諜報機関が諜報員を募集する際に用いる最も一般的な手順は、外国の政府や組織の中で欲しい情報のある場所（ターゲット）を見つけ、その情報にアクセスできる人を探し出し、その中の一人をスパイ（諜報員）として募集して情報を入手しようとするものである。しかし、政府の極秘情報にアクセスできるのは、高度なセキュリティクリアランスを持つ政府職員であり、まさにそのようなスパイ活動のアプローチがされないように、政府のセキュリティ機構によって注意深く監視されている。したがって、外国の諜報機関の代表者が、彼らを勧誘するために密かに会うことは難しい。大企業やテロリストグループなどの民間組織にも、同様のセキュリティ監視システムが存在する。
また、セキュリティクリアランスのプロセスでは、公然と不満を持っていたり、イデオロギーに不満を抱いていたり、国を裏切るような動機を持っている職員は排除されるため、そのような立場にある人はスパイとしての採用を拒否される可能性が高いとされている。そこで一部の諜報機関では、上記のプロセスを逆にして、まずスパイ候補者を募集し、必要な情報にアクセスできる立場になることを期待して、忠誠心を隠して対象となる政府機関でキャリアを積ませる方法もある。
スパイとしてのキャリアは一生の大半を占めるほど長期にわたるため、モグラになる人には高いモチベーションが求められる。一般的な動機としては、イデオロギー（政治的信念）が挙げられる。冷戦時代、西側諸国では、いわゆる同調者と呼ばれる人たちがモグラの主な供給源となった。彼らは、1920年代から1940年代にかけて、若い頃に自国の政府に不満を抱き、実際に共産党には入らなかったが世界の共産主義に共感した西洋人たちであった。

## 参照
- 影響力のあるエージェント（英語版）
- 二重スパイ
- 産業スパイ
- インサイダーの脅威（英語版）
- 裏切り者
- The Mole（TVシリーズ）